# Staroholandský kapucín

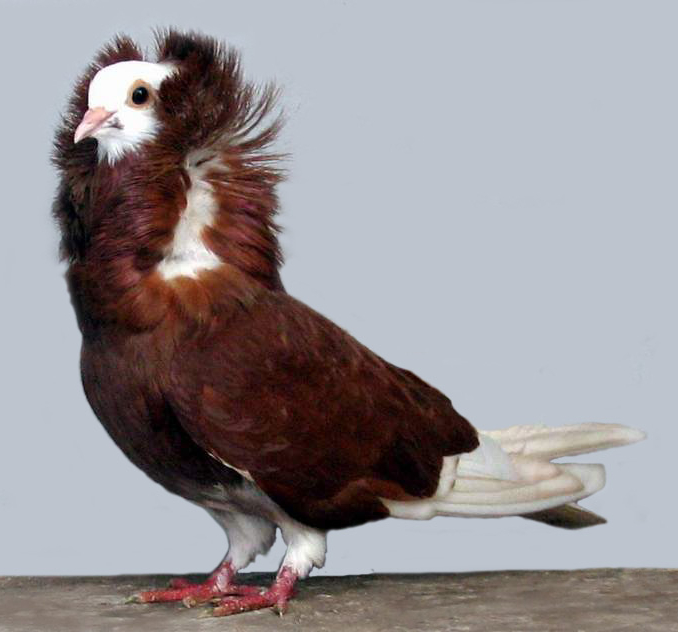
Staroholandský kapucín červený

Staroholandský kapucín, též jen kapucín, je plemeno holuba domácího s nápadně vyvinutým opeřením na hlavě a krku, které vytváří tzv. paruku. Tato pernatá ozdoba je však méně prošlechtěná než u příbuzného parukáře; staroholandský kapucín je jeho vývojovým typem, méně dokonalým předchůdcem. Plemeno se chová především v Nizozemí, dále ve Spojených státech a v Německu, v Česku je vzácný. V seznamu plemen EE patří do plemenné skupiny strukturových plemen a je zapsán pod číslem 0603.
Staroholandský kapucín je staré plemeno. Je označován také jako barevné plemeno strukturových holubů, protože kromě pernatých ozdob se u něj klade důraz také na sytou barvu peří.
Je to středně velký holub se zaoblenou hlavou a středně dlouhým, vždy světle zbarveným zobákem. Oční duhovka je perlová, obočnice úzké, narůžovělé nebo červené. Krk je silný a středně dlouhý, s dobře vykrojeným hrdlem. Trup je krátký, s širokou a mírně vyklenutou, zdviženě nesenou hrudí, hřbet je v ramínkách široký, ale směrem k ocasu se zužuje. Křídla jsou spíše kratší a jejich letky spočívají na ocase, který je též krátký, vodorovně nesený a úzce složený. Nohy jsou krátké, s neopeřenými běháky.
Opeření na těle je husté, krátké a dobře přilehlé. Pernatá ozdoba staroholandského kapucína, paruka, je tvořena dlouhým, úzkým a od těla odstávajícím peřím. Je neúplná, nekryje hlavu nebo oči. Skládá se z řetězu, který je tvořen dvěma velkými oválnými růžicemi po stranách krku, hřívy, která kryje šíji a klobouku, který má podobu vysoké lasturovité chocholky v týle ptáka. Klobouk do hřívy přechází plynule, bez pěšinky, přední část krku je hladká.
Chová se pouze v tzv. mniší kresbě: hlava je bílá až cca 0,5 cm pod oči, bílé jsou také krajní křídelní letky a ocas, kostřec a břicho. Ostatní opeření je barevné, včetně vnitřní strany klobouku. Barva peří by měla být čistá, sytá a lesklá. Chová se ve 12 barevných rázech: V barvě černé, šedohnědé, červené, žluté, modré a stříbřité pruhové, a v tygří kresbě ve všech těchto barvách, při zachování kresby mniší.
Je to plemeno čistě okrasné, vhodné však i pro začátečníky. Jsou to holubi klidní, přitom dobře létají a odchovávají holoubata.